# Джуаншер Джуаншериани
Джуаншер Джуаншериани (груз. ჯუანშერ ჯუანშერიანი) — грузинский эристави и историк XI века, связанный с царской династией Хосроидов Иберии (древняя Грузия), уделом которой были земли во Внутренней Иберии и в Кахетии.
Джуаншер был мужем племянницы Арчила Кахетинского, которой в примечании к тексту кодексов королевы Анны и королевы Марии в «Картлис цховреба» приписывается работа «Жизнь Вахтанга Горгасала», которая охватывает историю Иберии от правления Вахтанга I (ок. 447—502 / 522) вплоть до периода Арчила (ок. 736—786). Это определение остаётся проблематичным, некоторые современные учёные предположили, что основная часть этой работы была написана летописцем XI века Леонти Мровели, в то время как автора её безымянного продолжения, также приписываемого Джуаншеру, условно называют Псевдо-Джуаншером.